# بالتا (بازیکن فوتبال)
بالتا (انگلیسی: Balta؛ زادهٔ ۹ مهٔ ۱۹۶۲) بازیکن فوتبال اهل اسپانیا است.
از باشگاه‌هایی که در آن بازی کرده‌است می‌توان به باشگاه فوتبال زامورا اشاره کرد.